# Municipio de Ansonville
El municipio de Ansonville (en inglés: Ansonville Township) es un municipio ubicado en el  condado de Anson en el estado estadounidense de Carolina del Norte.En el año 2010 tenía una población de 1.698 habitantes.

## Geografía
El municipio de Ansonville se encuentra ubicado en las coordenadas 35°6′4.54″N 80°7′4.21″O / 35.1012611, -80.1178361.